# Leptogaster flavobrunnea
Leptogaster flavobrunnea är en tvåvingeart som beskrevs av Hull 1967. Leptogaster flavobrunnea ingår i släktet Leptogaster och familjen rovflugor. Inga underarter finns listade i Catalogue of Life.